# Allgemeines Krankenhaus Enns
Das Allgemeine Krankenhaus Enns war ein Krankenhaus in der oberösterreichischen Stadt Enns. Es existierte von 1894 bis Ende Februar 2013.

## Geschichte

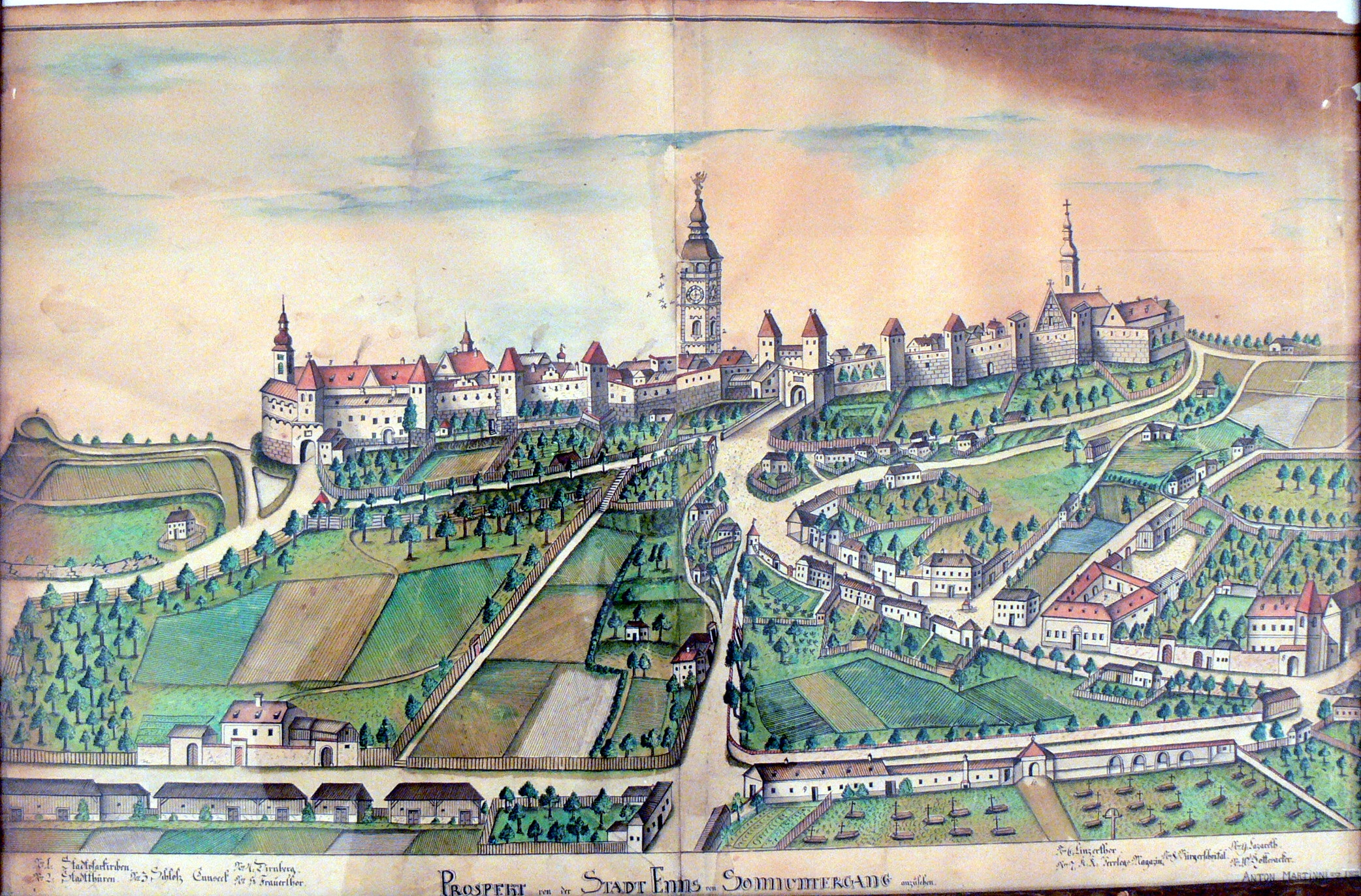
Zeichnung von Anton Martinni, 1828: Das früh-neuzeitliche Lazarett mit dem Torturm und dem Arkadentrakt ist am rechten unteren Bildrand zu sehen.

Als Vorläufer des Krankenhauses gelten einerseits das im 16. Jahrhundert errichtete Lazarett am Gelände der heutigen Rehaklinik Enns gegenüber der Bürgerspitalkirche und andererseits das zweite Lazarett in der ehemaligen Jäglmühle, das aber nur von 1763 bis 1807 in Betrieb war. Als im Sommer 1893 acht Soldaten an Bauchtyphus erkrankten und niemand in der Stadt bereit war, sie in ihr Haus aufzunehmen, wurde der Beschluss gefasst, ein städtisches Krankenhaus am Standort des ersten Lazaretts zu errichten. Die Pflege sollten die Schwestern des Bürgerspitals übernehmen.
Am 14. November 1895 wurde die Kollaudierung des neuen Kaiser-Franz-Joseph-Krankenhauses vorgenommen. 1905 erhielt die Krankenanstalt das Öffentlichkeitsrecht und wurde somit zum Allgemeinen Öffentlichen Krankenhaus.
In den 1920er Jahren war das Krankenhaus von der Inflation bzw. Geldknappheit betroffen, so herrschte eine große Lebensmittelknappheit. 1924 verfügte die Anstalt über 34 Betten, für die Betreuung der Kranken waren der Gemeindearzt und drei geistliche Schwestern verantwortlich. Bis in die 1970er Jahre befand sich das Krankenhaus im Besitz der Stadt Enns, ab 2004 gehörte es dem Landeskrankenhaus Steyr an. Im Februar 2013 wurde das im Besitz der GESPAG befindliche Krankenhaus Enns infolge der Spitalsreform geschlossen. Zuletzt hatte es rund 200 Mitarbeiter.
Im Jahr 2015 wurde am Standort des ehemaligen Krankenhauses die Rehaklinik Enns der Firma Vamed eröffnet.